# ماجستير الآداب

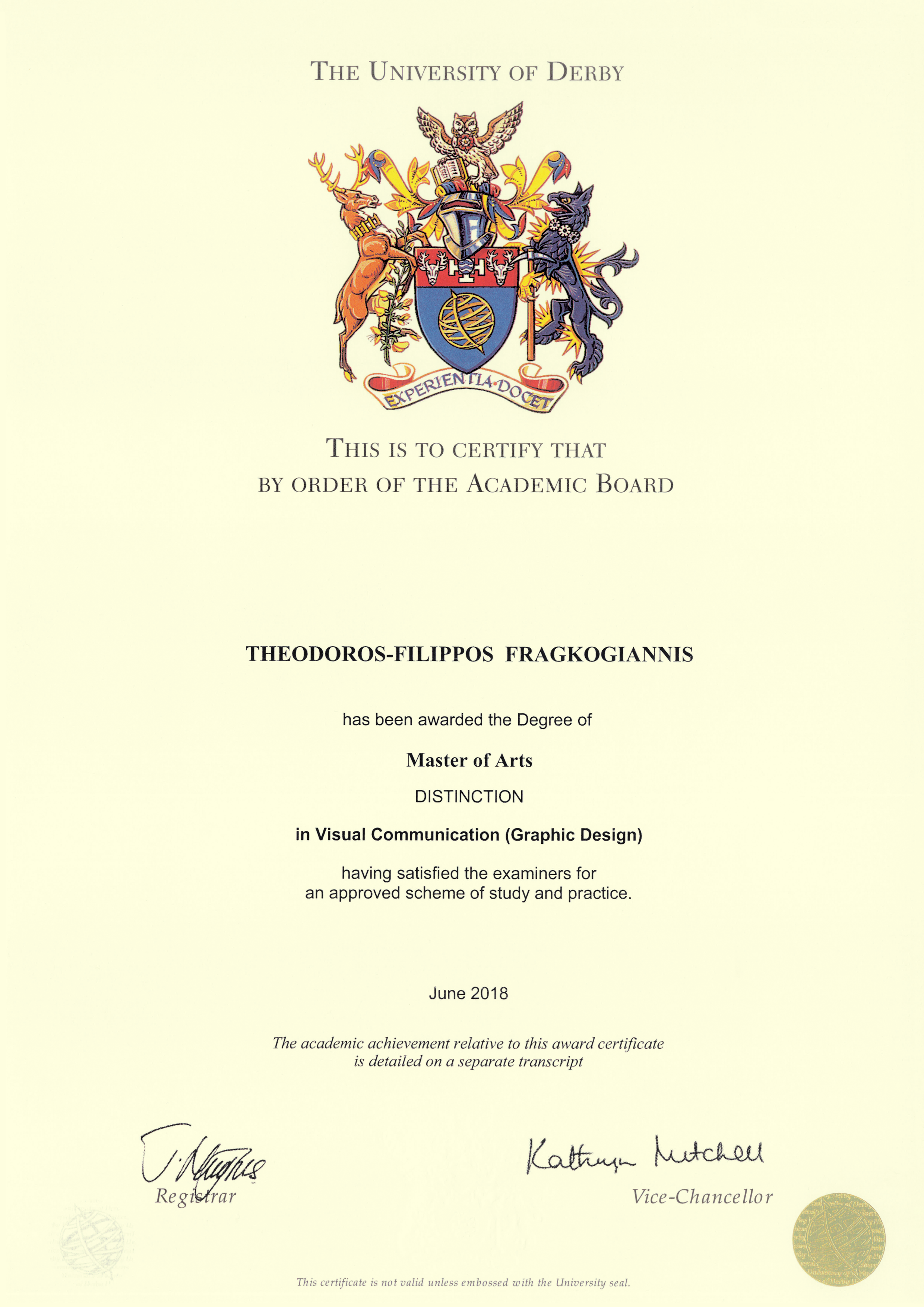
صورة لشهادة أحد الطلاب الحاصلين على درجة ماجستير الآداب في تخصص الاتصال المرئي (التصميم الجرافيكي) من جامعة ديربي بالمملكة المتحدة.

ماجستير الآداب (بالإنجليزية: Master of Arts)‏ (MA أو .M.A أو AM أو .A.M) هي شهادة جامعية قائمة في العديد من البلدان وخاصة الأنجلوسكسونية، كما كان يتم الحصول عليها في البداية من طرف جامعة باريس، لتحذو حذوها باقي جامعات مجموعة من الدول. تختلف شهادة ماجستير الآداب عن شهادة ماجستير العلوم، حيث تتكون دراسة الطلاب المقبولون في ماجستير الآداب من مواضيع تدخل في نطاق العلوم الاجتماعية والإنسانية، مثل التاريخ والأدب واللغات واللغويات والإدارة العامة والعلوم السياسية ودراسات التواصل والقانون أو الدراسات الدبلوماسية. ومع ذلك، فإن الجامعات المختلفة لديها اتفاقيات مختلفة وقد تقدم أيضًا درجة علمية في المجالات التي تعتبر عادةً ضمن العلوم الطبيعية والرياضيات. يمكن منح الدرجة فيما يتعلق بإكمال الدورات واجتياز الامتحانات أو البحث أو مزيج من الاثنين.عموما، فالحصول على درجة الماجستير في الآداب كانت عادة يستلزم خمس سنوات كحد أدنى، حيث يدرس الطلاب في هذا التخصص مجموعة من المواد الفرعية والأساسية ولعل أبرزها العلوم الإنسانية.

## كتابة وتنسيق رسائل ماجستير أداب
يجب مراعاة التالي:
1. لابد أن تكون الرسالة خالية تماماً من الأخطاء الإملائية.
2. لابد من مراعاة مسافات الهوامش سواء من اليمين والشمال والأعلى والأسفل.
3. ضبط حجم الخط مناسب، يكون العنوان باختلاف متن الرسالة، غير العناوين الفرعية، ومن المرجح أن تكون الكتابة بحجم 20 والعنوان الفرعي 18 بحد أقصى.
4. مراعاة المسافات بين الفقرات مع كتابة فقرات مناسبة والبعد عن الفقرات الطويلة جدًا.
5. الالتزام باستخدام علامات الترقيم، حيث تسهل عملية القراءة والتصفح.
6. اختيار المواضيع الجديدة والشيقة، حيث يكون الموضوع ذو قيمة علمية.
7. يعتمد الطالب في الكتابة على أفضل الوسائل التكنولوجية، بالإضافة إلى الاطلاع على مصادر المكتبات الإلكترونية.
8. لابد أن تكون الرسالة خالية تمام من الأخطاء اللغوية.

## ماجستير الآداب في فرنسا
في فرنسا ماجستير الآداب كانت الدرجة النهائية من الدراسات في كلية الآداب في الجامعات. الحد الأدنى من العمر تصبح على درجة الماجستير في الآداب، 21 سنة من العمر. ماجستير في الآداب، ثم أصبح عضوا في كلية الآداب. كلية الآداب بمثابة الأساس العام، قبل الدخول إلى كليات القانون اللاهوت أو الطب.

## ماجستير الآداب في ألمانيا
وفي ألمانيا كانت درجة الماجستير في الآداب تسمى باللغة اللاتينية Magister Artium . هذه الدرجة، التي تتطلب عادة خمس سنوات من الدراسة، كانت موجودة في الإمبراطورية الرومانية المقدسة وخلفائها، بما في ذلك الإمبراطورية الألمانية وجمهورية ألمانيا الاتحادية ، ولكن ليس في ألمانيا الشرقية السابقة، حيث كانت جميع الدورات الدراسية تنتهي بشهادة الدبلوم. تُمنح درجات الماجستير التقليدية في العلوم الاجتماعية ومعظم العلوم الإنسانية (بما في ذلك الأعمال الدولية والدراسات الأوروبية والاقتصاد)، باستثناء الفنون البصرية والمسرحية مثل الموسيقى والمسرح.
حامل ماجستير الأداب إما حصل على شهادة رئيسية مزدوجة أو مزيج من تخصص رئيسي واثنين من التخصصات الثانوية. تم تقديم درجة الماجستير في الآداب وماجستير العلوم في الدراسات العليا الألمانية في عام 2001. لذلك، فإن درجة الماجستير الجديدة في الآداب ودرجة الماجستير القديمة موجودة جنبًا إلى جنب منذ عام 2010؛ لا تزال بعض الجامعات تمنح درجات الماجستير القديمة، اعتبارًا من عام 2020. تتطلب درجتي بكالوريوس الآداب والماجستير في الآداب الجديدتين معًا خمس سنوات من الدراسات، وهذا هو السبب في اعتبار درجة الماجستير الجديدة في الآداب ودرجة الماجستير القديمة متكافئتين.